# (33779) 1999 RG165
1999 RG165 (asteroide 33779) é um asteroide da cintura principal. Possui uma excentricidade de 0.13351630 e uma inclinação de 15.02350º.
Este asteroide foi descoberto no dia 9 de setembro de 1999 por LINEAR em Socorro.